# Flutwidde
Flutwidde (auch Flutwide) war eine sächsische Gaugrafschaft und ein Teil der sächsischen Provinz Ostfalen.

## Geographische Lage

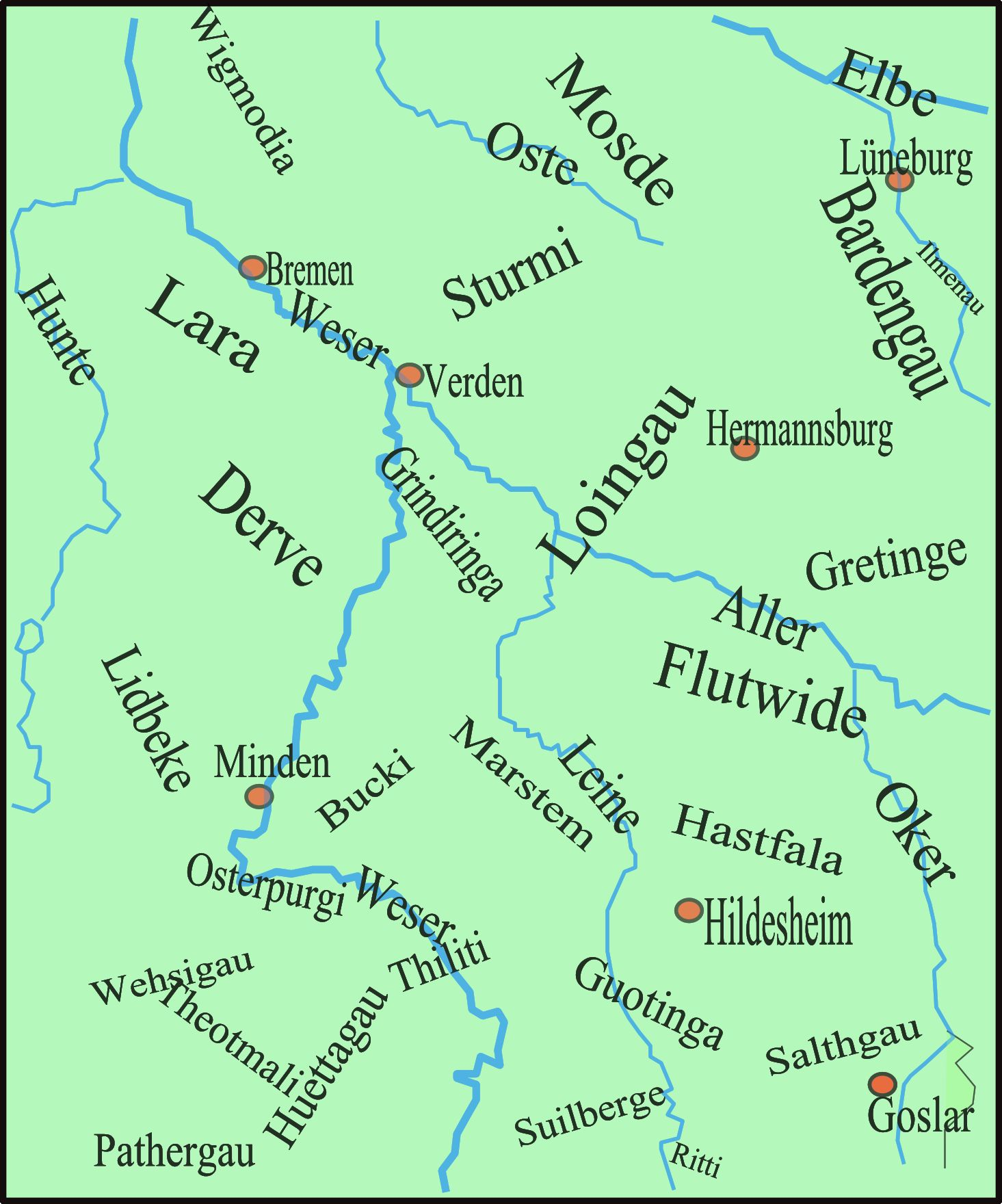
Flutwidde („Flutwide“) und die umgebenden Gaue im Stammesherzogtum Sachsen um 1000

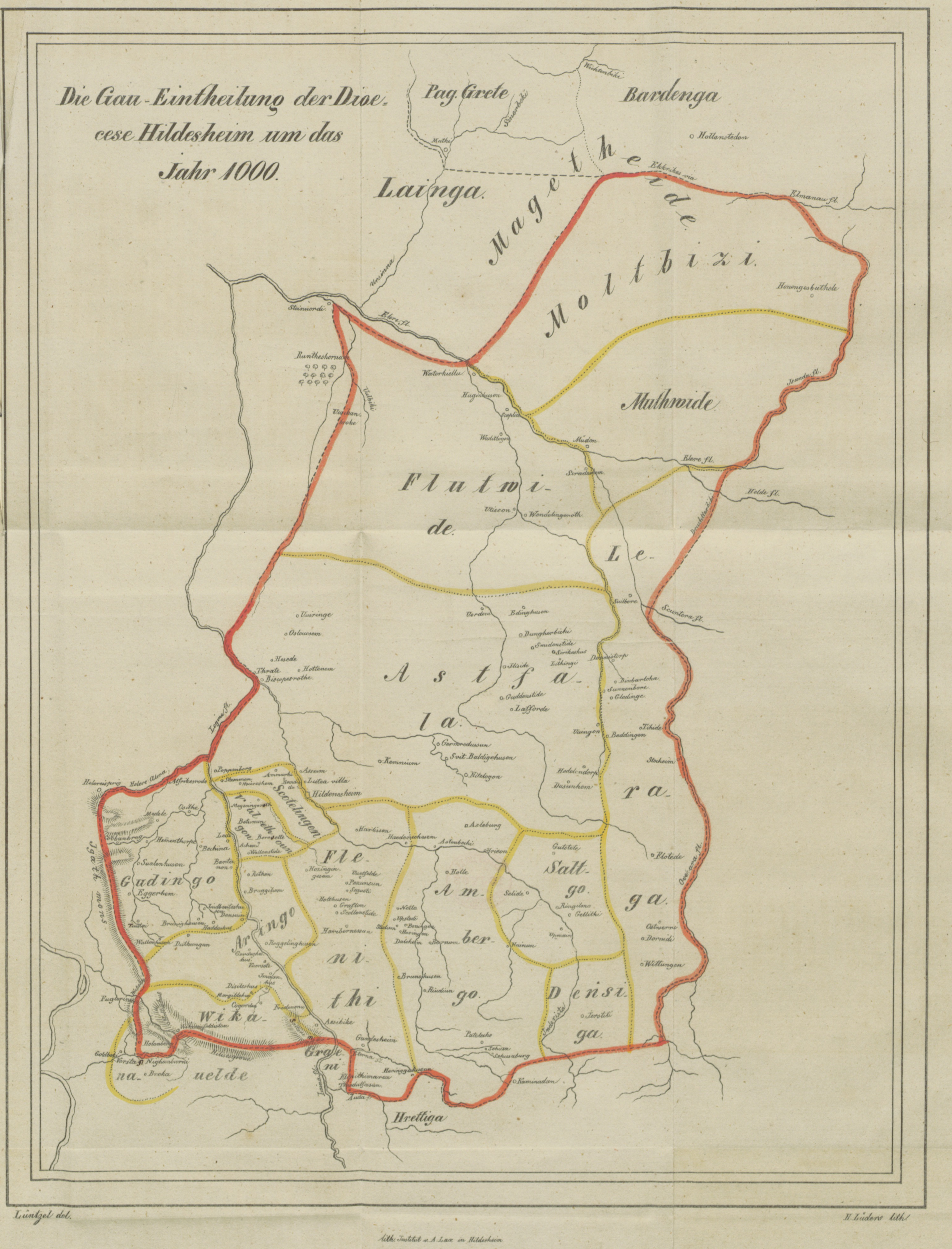
Flutwidde auf einer Karte der Gaueinteilung des Bistums Hildesheim um das Jahr 1000.

Flutwidde gehörte zum Bistum Hildesheim und lag im Städtedreieck Celle, Hannover und Peine im heutigen Niedersachsen.
Die Gaugrafschaft grenzte im Norden an den Verlauf der Aller, im Osten an Derlingau und im Süden an Astfala. Die westliche Begrenzung bildete die Leine. Der Gau umfasste in etwa das Gebiet der heutigen Städte Burgdorf, Burgwedel und Lehrte, der Gemeinden Edemissen, Isernhagen und Uetze sowie der Samtgemeinden Flotwedel, Meinersen und Wathlingen.

## Geschichte
Namentliche Nennung fand Flutwidde im Jahr 1022 in der Urkunde zur Stiftung des St. Michaelisklosters in Hildesheim durch den Hildesheimer Bischof Bernward (um 950/960–1022). Darin wird das Kloster mit Liegenschaften und Gütern ausgestattet, darunter auch:

„In pago Flutwidde in prefectura Thammonis: Alenhusen, Eddinkhusen, Scelhusen, Wendelingeroth, Hardeshem, Utisson, Siradisson, Schęplica, Waditlagun.“

Der Besitzer des angesprochenen Herrschaftsbereiches, Tammo (auch Thankmar; um 960–1037), ein Bruder Bischof Bernwards, war Graf in Astfala und Flutwidde.
|   | Ortsname       | Heutiger Ortsname (Lage) | Bemerkung                                                      |
| - | -------------- | ------------------------ | -------------------------------------------------------------- |
| 1 | Alenhusen      | Oldenhusen (wüst)        | bei Flettmar im Landkreis Celle                                |
| 2 | Eddinkhusen    | –                        | weder Eddesse noch Edemissen, da beide auf -hêm endeten        |
| 3 | Scelhusen      | Scelhusen (wüst)         | nordwestlich von Uetze                                         |
| 4 | Wendelingeroth | Wiedenrode (⊙)           | heute ein Ortsteil der Gemeinde Langlingen im Landkreis Celle  |
| 5 | Hardeshem      | Hardesse (⊙)             | heute ein Ortsteil der Gemeinde Meinersen im Landkreis Gifhorn |
| 6 | Utisson        | Uetze (⊙)                | heute eine Gemeinde in der Region Hannover                     |
| 7 | Siradisson     | Seershausen (⊙)          | heute ein Ortsteil der Gemeinde Meinersen im Landkreis Gifhorn |
| 8 | Schęplica      | Schepelse (⊙)            | heute ein Ortsteil der Gemeinde Eicklingen im Landkreis Celle  |
| 9 | Waditlagun     | Wathlingen (⊙)           | heute eine Gemeinde im Landkreis Celle                         |

## Name
Die Deutung des Namens gestaltet sich einigermaßen schwierig, da er urkundlich unter anderem als Flutwide, Flutwidde (1022), Flotuvita (1052), Vlotwede, Flotweda, Flotwide, Flotweda, Flotwedda, Flottwedel, Flodweddel, Fludwedel und Flutwide genannt ist.

Doch lässt sich der erste Teil sicherlich nicht von der Wortsippe von hochdt. Flut bzw. engl. flood trennen, und der zweite kann kaum anderes bedeuteten als Wald bzw. Waldlandschaft (mnd. wēde, and. wido/widu) – mit der auch sonst anzutreffenden Verwirrung mit mnd. -wēdel, and. -widil „Furt.“ (Der Hinweis, Flotwedel bedeute so viel wie Flutwelle, entbehrt hingegen jeder Grundlage.)
Heute existiert der Name Flutwidde, in abgeleiteter Form, als Name der Samtgemeinde Flotwedel, die im Jahr 1972 aus den Einzelgemeinden Bröckel, Eicklingen, Langlingen und Wienhausen gebildet wurde.